# Albánský parlament

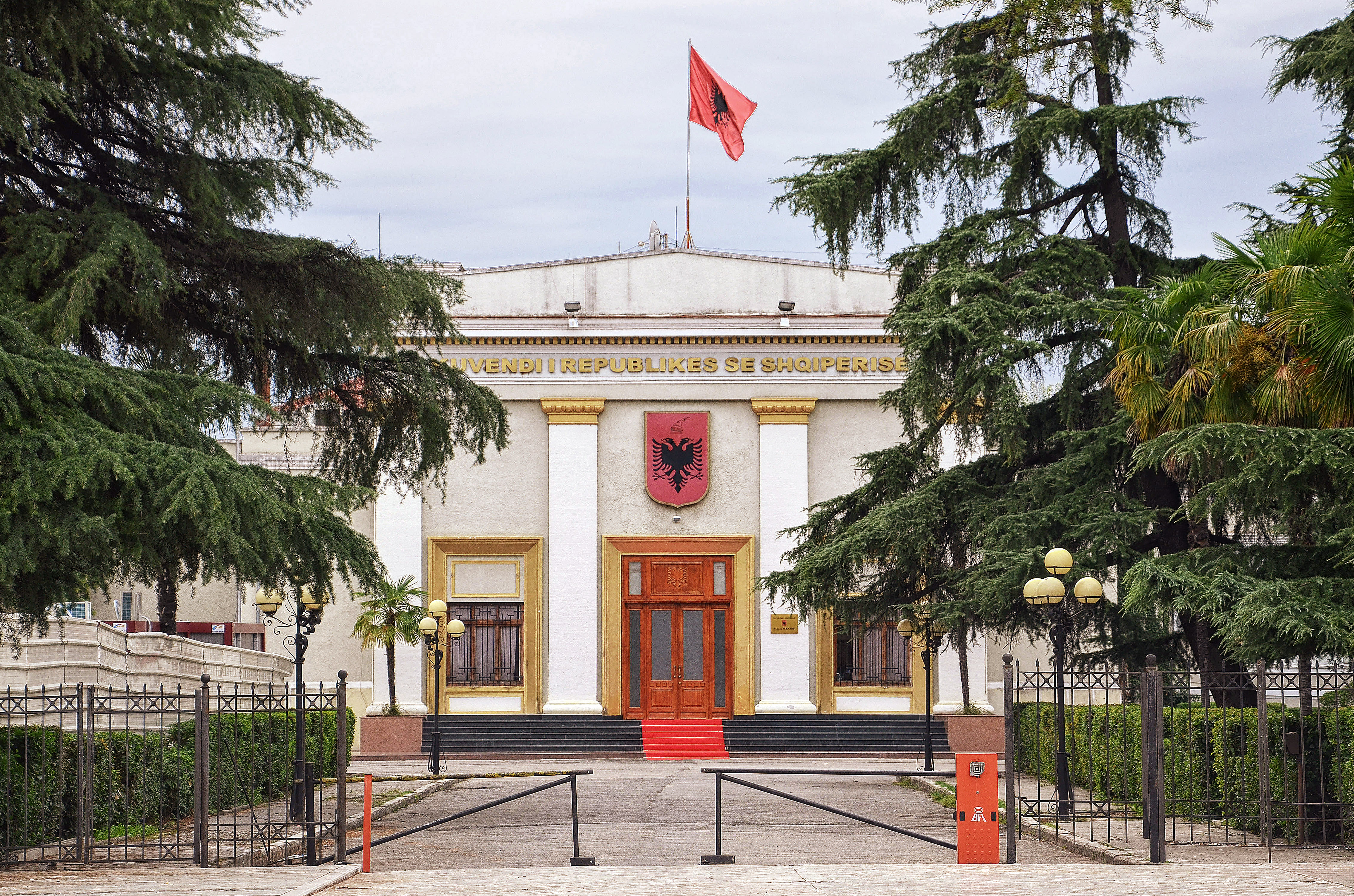
Budova albánského parlamentu

Albánský parlament je jednokomorový parlament, v němž zasedá 140 poslanců.
Reprezentuje moc zákonodárnou v Albánii. Je mu odpovědná vláda Albánie. Volí také albánského prezidenta.

## Volby
Volby do Albánského parlamentu jsou na principu poměrného systému.
Po volbách v roce 2017 v něm zasedalo 5 stran:
- Socialistická strana Albánie (74 křesel)
- Demokratická strana Albánie (43 křesel)
- Socialistické hnutí za integraci (nyní Strana svobody Albánie) (19 křesel)
- Strana pro justici, integraci a jednotu (3 křesla)
- Sociálně demokratická strana Albánie (1 křeslo)

Po volbách v roce 2021 v něm zasedají 4 strany:
- Socialistická strana Albánie (74 křesel)
- Demokratická strana Albánie (59 křesel)
- Strana svobody Albánie (4 křesel)
- Sociálně demokratická strana Albánie (3 křesla)